# Sphaeralcea angustifolia
Sphaeralcea angustifolia là một loài thực vật có hoa trong họ Cẩm quỳ. Loài này được (Cav.) G.Don miêu tả khoa học đầu tiên năm 1831.